# Fazenda das Minhocas
A Fazenda das Minhocas, é uma fazenda colonial localizada no município de Jaboticatubas, Minas Gerais, região metropolitana de Belo Horizonte, no Brasil. Está situada às margens do Rio das Velhas. Conta com uma capela denominada Ermida de Nossa Senhora das Dores, conhecida também por Ermida das Minhocas.
A Fazenda das Minhocas foi criada pelo eremita Félix da Costa, que veio de Penedo, Alagoas, em 1708, navegando pelo Rio São Francisco, até chegar a vila de Sabará. Félix então vai até o Rio de Janeiro pedir licença para agenciamento de esmolas para construir uma capela sob a invocação de Nossa Senhora da Conceição. A partir de 1712 percorre então os arraiais mineiros arrecadando esmolas, para então fundar e edificar o Recolhimento do Monte Alegre de Macaúbas em 1714, às margens do Rio das Velhas e do Ribeirão Vermelho.

Para garantir mais verbas para continuação da construção do recolhimento e o funcionamento do mesmo, Félix requereu a coroa portuguesa cartas de sesmaria na região, abrangendo grande parte de terras em Santa Luzia e Jaboticatubas. Para aproveitar os terrenos, Félix estabeleceu fazendas de criação de bovinos, atividade já muito lucrativa na época, criando assim a Fazenda das Minhocas, como conta Leônidas Marques Afonso, no livro História de Jaboticatubas:
| “ | (...) Felix da Costa organizou, então, nas suas terras, três estabelecimentos pastorís, sendo um, na Serra, outro em Minhocas e outro em um sítio junto do ribeirão já mencionado (Ribeirão Jaboticatubas), à margem da Estrada do Serro. (…) | ” |

## Fases históricas e seus proprietários
1. Período dos Bandeirantes (Final do século 17 e 1ª década do séc. 18)
As terras da Fazenda já eram conhecidas dos bandeirantes que se instalaram na região. Neste período foi construído e formado o povoado do Sumidouro, a Fazenda do Fidalgo, agrupamento de casas de Lagoa Santa (antiga Lagoa Grande de Sabarabuçu) e foram fundadas por Borba Gato os arraiais de Sabará e de Santa Luzia. Quando Felix da Costa adquiriu as terras da Fazenda das Minhocas, esta já estava provavelmente semiformada (levava então o nome de Retiro das Minhocas). Existe a possibilidade de que seus primeiros donos tivessem sido originários do norte , baianos ou portugueses, pois se devia a estes a implantação de fazendas de gado e de engenhos de cana de açúcar; há ainda indícios de que em suas terras ocorreram batalhas da Guerra dos Emboabas. O nome Minhocas, é também do córrego que circunda a área da sede, e é citado desde esta época. Nesta fase, Fernão Dias Paes Leme e Borba Gato são donos de toda esta área, sendo que a casa de Fernão Dias dista da sede da fazenda em apenas duas léguas. Toda esta fase é extremamente interessante e é o momento épico da história de Minas.
2. Período do Recolhimento de Macaubas
A Fazenda das Minhocas, na época era uma sesmaria e um retiro de gado. Tinha valiosas minas de ouro, terra de excepcional qualidade, com árvores de alto porte, (é uma das últimas ocorrências de Mata Atlântica) e água em profusão; banhada pelo Rio das Velhas continha ainda vários grandes ribeirões e águas minerais em suas terras. Felix da Costa que havia fundado o Recolhimento de Macaúbas em 1714, adquiriu o então chamado Retiro das Minhocas por volta de 1720, ampliando assim o Recolhimento em terras cultiváveis, pastagens e lavras de ouro. Entre 1767 e 1768, estudaram no Recolhimento nove filhas de Chica da Silva e do Contratador de diamantes José Fernandes de Oliveira. São eles os donatários da construção da capela dedicadas a N. Sra. Das Dores, da Fazenda das Minhocas.
3. Período entre o final do século 18 e o inicio do século 19
Em documentos encontrados no Arquivo Publico Mineiro e no Arquivo da do Convento de Macaúbas consta um contrato de venda da Fazenda e do Retiro das Minhocas (6 de outubro de 1784), sendo os vendedores a viúva e os herdeiros do Capitam-Mor Domingos Correia Gomes e o comprador, o português, Salvador de Matos Pinho . A propriedade é descrita nos seguintes termos: “eram senhores e possuidores de uma fazenda chamada Minhocas que fica do dito fallecido que se compunha de Ingenho de Cana e Pilloens e terras e agoas mineraes de uma e outra parte do Rio. Casas de vivenda cobertas de telha senzalas Payol moynho Capoeiras Matos Virgens” ...” pelo preço e quantia de oito contos de reis fiado por tempo de vinte e cinco annos...com condiçam porem que todo o ouro que se extrahir na mesma fazenda e Rio nos dous annos livres que Deram principio da data desta em diante deram elles Vendedores duas partes e o Comprador huma como também morarem elles vendedores os ditos dous annos na dita Fazenda sustentandose nos bens da mesma fazenda da Sua pessoa e cavalos servindose com os Escravos da mesma Fazendas....
Há documentos que comprovam que parte da Fazenda das Minhocas teria pertencido a Manuel Ribeiro Vianna, Barão de Santa Luzia, como sita no distrito de Jagoara de Cima e tendo engenho d’água (cit. Juiz Bernardo de Souza Vianna). Entretanto no Registro de Terras consta que Estevam de Matos Pinho, provavelmente filho de Salvador, vende a Fazenda, em 1856, a João Siúves de Oliveira, tendo outra parte sido registrada no mesmo dia por Dona Gracianna de Mattos, descrito como: um corte de terras de cultura e mineração e campos que houve por herança dos seus finados pais , sitas na Fazenda das Minhocas nesta Freguesia da Alagoa Santa, estas terras e estão em commum com os herdeiros, sua extensão e limites não lhe são conhecidos por não ter havido partilhas.
4. Período dos Oliveira
João Siúves de Oliveira casado com D. Maria Francelina de Oliveira da região de Lagoa Santa foi proprietário da Fazenda das Minhocas até a sua venda à família Fonseca. Foram os Oliveira também proprietários da Fazenda São Sebastião. Dr. Peter Lund freqüentou nesta época assiduamente a fazenda e dois de seus assistentes dinamarqueses Roepsdorff e Odin Aerestrup casaram-se com duas filhas do proprietário da Fazenda, Amélia, que foi viver da Dinamarca e Luiza, cujo marido foi ser professor de inglês em Ouro Preto. Duas filhas Florinda e Cota se tornaram freiras em Macaúbas. Maria Francelina ficou viúva e se casou com Bruno Pinto Alves. O famoso embaixador inglês Sir Richard Burton visita a região nesta época.
5. Período do final do século 19 e início do século 20: os Fonseca Ferreira
Os Ferreira da Fonseca foram proprietários da Fazenda da Carreira Comprida, em Santa Luzia. Joaquim da Fonseca Ferreira, Capitão, casou-se com sua sobrinha Maria Claudina da Fonseca Ferreira. O casal residiu na Fazenda dos Maçaricos, de sua propriedade, em Vespasiano. De acordo com o Anuário Indicador agro-pecuario, industrial, commercial e bancario de Minas Geraes, publicado em 1928, ocasião em que a fazenda era administrada por Joaquim Duarte da Fonseca Ferreira, tornando-se um dos principais produtores de milho do estado, atingindo a média anual era de 180.000 kg. Ele era irmão de Duarte da Fonseca Ferreira, com quem trabalhava na fazenda, até seu irmão fundar a Fazenda da Guia, vizinha. Ambos eram filhos do Tenente-coronel José da Fonseca Ferreira, da Fazenda da Carreira Comprida, localizada na mesma região. Coronel Joaquim da Fonseca Ferreira, com a idade de cinqüenta e tantos anos, foi sepultado na Matriz de Santa Luzia, dia 23 de maio de 1845 fl. 64. Sua viúva Maria Claudina casou-se em segundas núpcias com o Capitão Paulo José Alves dos Santos Vianna e residiram na Fazenda dos Maçaricos. Com o tempo , ele passou a ser conhecido como Cap. Paulo Maçarico. Joaquim da Fonseca Ferreira e Maria Claudina tiveram dois filhos: José da Fonseca Ferreira Sobrinho e Joaquim Cantidiano da Fonseca Ferreira. Os dois foram proprietários respectivamente da Fazenda das Minhocas (Jaboticatubas) e Fazenda do Barreiro (Vespasiano); José da Fonseca Ferreira casou-se com Maria Flávia de Abreu, filha do Dr. Anastacio Sinfronio de Abreu, médico formado na França e de Ana Flávia de Abreu, residentes em Sabará. 
6. Periodo dos Valadares Ribeiro
Quincas das Minhocas (Joaquim da Fonseca Ferreira) vendeu sua Fazenda das Minhocas para Otton Valadares, que a deixou para seu filho Ruy Valadares Ribeiro. Este foi proprietário da Fazenda de (1944 a 1965), quando a vendeu ao casal Leda Selmi Dei Gontijo e Paulo Macedo Gontijo. Ruy Valladares era sobrinho do Governador Benedito Valladares e costumava usar informalmente o título de seu avô, Visconde de Caldas.
7. Periodo de Paulo e Leda Selmi Dei Gontijo (1965 A 1995)
Paulo Macedo Gontijo,empresário e banqueiro e Leda Selmi Dei Gontijo, escultora, compram de Ruy Valladares a Fazenda das Minhocas em 1964 (naépoca800hectares) em estado de abandono. Reinstalam parte agrícola (com gado, suinocultura ,abacaxi, melancia) ,e reformam a casa acrescentando dois banheiros,mudando algumas paredes e acrescentando o alpendre. Em 1990, vendem a parte agrícola para Eduardo Borges Andrade, que constroi instalações e implanta cafezal. Dr. Paulo Gontijo foi presidente do Banco Mineiro da Produção e da Simca Chambord durante o Governo Magalhães Pinto. Leda Gontijo, escultora , foi destacada aluna de Guignard e desenvolveu uma obra original inspirada na arte popular de Minas, com predominância de esculturas em madeira e pedra sabão com motivos de santos, bichos e anjos.
8.    Fase Atual: Sonia Araujo Penna e Antonio Ernesto Carneiro
Reduzida a apenas sua área em torno da sede histórica, a Fazenda foi comprada pelo casal Sonia Araujo Penna, psicanalista e empresária, pós-graduada em Louvain, Bélgica, e Antonio Ernesto Gomes Carneiro, engenheiro e colonizador, para instalarem um projeto de hotelaria histórica e ecológica. A venda foi efetuada em outubro de 1995 e o início das obras de restauração em 8 de janeiro de 1996. A restauração da sede só ficou completamente pronta em julho de 1998, quando foi aberta ao público como hotel fazenda. Foi fundada uma ONG em 1997 chamada Centro de Ecologia Humana com o objetivo de reunir cientistas, terapeutas, pessoas com responsabilidade social para formulação de projetos ligados a uma Ecologia Integral, ou seja, projetos que enfoquem simultaneamente a Ecologia do Meio Ambiente, Ecologia do Corpo, a Ecologia da Mente/Espírito e a Ecologia das Relações Sociais. O projeto de uma hotelaria histórica e ecológica foi escolhido em 1997 pela Embratur como um dos melhores do Brasil. Hoje a pousada da Fazenda das Minhocas faz parte dos Roteiros de Charme Associação de Hotéis. Pela sua atuação em prol de projetos de cidadania, tais como preservação das águas, nascentes, matas, animais e acervo histórico e humano regionais, sua proprietária Sonia Penna tem recebido prêmios de aprovação do público. Desde 1996 a propriedade está sob os cuidados de Sonia Araujo Penna, doutora em Psicologia pela Universidade Católica de Lovaina. A partir da década de 1990, a fazenda passou a ser uma Pousada Histórica e Ecológica.

## Patrimônio histórico
Seu complexo foi tombado através do Instituto Estadual do Patrimônio Histórico e Artístico de Minas Gerais por meio do Decreto de Tombamento n° 602/2006. Em 2014, a fazenda se viu ameaçada por um incêndio na vegetação da região, combatido pelo Corpo de Bombeiros Militar do Estado de Minas Gerais.

## Na mídia
A Fazenda das Minhocas foi documentada em uma série sobre fazendas históricas, no Terra de Minas, programa produzido pela TV Globo Minas.